# Recopa Sudamericana 2011
La Recopa Sudamericana 2011 è stata la diciannovesima edizione della Recopa Sudamericana. Si è trattato di una finale con partite di andata e ritorno tra i vincitori della Coppa Libertadores dell'anno precedente e i vincitori della Coppa Sudamericana dell'anno precedente, ovvero l'Internacional e l'Independiente.
La partita d'andata si è giocata il 10 agosto ad Avellaneda, mentre la gara di ritorno è stata disputata il 24 agosto a Porto Alegre. A conquistare il titolo è stato l'Internacional che ha perso la gara d'andata per 2-1 e ha vinto quella di ritorno per 3-1.

## Tabellini

### Andata
| Arbitro: | Wilmar Roldán |

|                               |           |                    |
| M. Velázquez 41’ M. Pérez 72’ | Marcatori | 36’ Leandro Damião |

| Independiente | Internacional |

| Independiente:  |    |                       |     |     |
|                 |    |                       |     |     |
| P               | 1  | Hilario Navarro       |     |     |
| D               | 6  | Eduardo Tuzzio        |     |     |
| D               | 2  | Julián Velázquez      | 78’ |     |
| D               | 18 | Gabriel Milito        |     |     |
| D               | 3  | Maximiliano Velázquez |     |     |
| C               | 7  | Cristian Pellerano    | 69’ |     |
| C               | 8  | Hernán Fredes         |     |     |
| C               | 22 | Iván Pérez            |     | 63’ |
| A               | 20 | Matías Defederico     |     | 63’ |
| A               | 19 | Marco Pérez           |     |     |
| A               | 9  | Leonel Núñez          |     | 74’ |
| Panchina:       |    |                       |     |     |
| P               | 12 | Adrián Gabbarini      |     |     |
| D               | 4  | Cristian Báez         |     |     |
| D               | 23 | Adrián Argachá        |     |     |
| C               | 5  | Roberto Battión       |     |     |
| C               | 11 | Osmar Ferreyra        |     | 74’ |
| C               | 16 | Nicolás Cabrera       |     | 63’ |
| A               | 24 | Brian Nieva           |     | 63’ |
| Allenatore:     |    |                       |     |     |
| Antonio Mohamed |    |                       |     |     |

| Internacional: |    |                     |     |     |
|                |    |                     |     |     |
| P              | 1  | Muriel              |     |     |
| D              | 4  | Nei                 |     |     |
| D              | 2  | Bolívar (c)         | 6’  |     |
| D              | 3  | Índio               |     |     |
| D              | 6  | Kléber              |     | 21’ |
| C              | 8  | Wilson Mathías      |     |     |
| C              | 20 | Elton               |     |     |
| C              | 7  | Tinga               |     |     |
| C              | 10 | Andrés D'Alessandro | 55’ | 76’ |
| A              | 18 | Jô                  |     | 76’ |
| A              | 9  | Leandro Damião      |     |     |
| Panchina:      |    |                     |     |     |
| P              | 12 | Renan               |     |     |
| D              | 13 | Rodrigo Moledo      |     |     |
| D              | 14 | Fabrício            |     | 21’ |
| C              | 17 | Andrezinho          |     | 76’ |
| C              | 19 | Glaydson            |     |     |
| C              | 21 | João Paulo          |     |     |
| A              | 24 | Marquinhos          |     | 76’ |
| Allenatore:    |    |                     |     |     |
| Osmar Loss     |    |                     |     |     |

### Ritorno
| Arbitro: | Jorge Larrionda |

|                                          |           |                  |
| Leandro Damião 19’ 24’ Kléber 82’ (rig.) | Marcatori | 48’ M. Velázquez |

| Internacional | Independiente |

| Internacional: |    |                      |  |     |
|                |    |                      |  |     |
| P              | 1  | Muriel               |  |     |
| D              | 4  | Nei                  |  |     |
| D              | 3  | Índio                |  |     |
| D              | 2  | Bolívar              |  |     |
| D              | 6  | Kléber               |  |     |
| C              | 10 | Andrés D'Alessandro  |  | 68’ |
| C              | 5  | Pablo Guiñazú        |  |     |
| C              | 20 | Elton                |  |     |
| C              | 16 | Oscar                |  |     |
| A              | 11 | Guilherme Dellatorre |  | 77’ |
| A              | 9  | Leandro Damião       |  |     |
| Panchina:      |    |                      |  |     |
| P              | 12 | Renan                |  |     |
| D              | 15 | Juan                 |  |     |
| C              | 7  | Tinga                |  |     |
| C              | 17 | Andrezinho           |  | 68’ |
| C              | 19 | Glaydson             |  |     |
| C              | 21 | João Paulo           |  |     |
| A              | 18 | Jô                   |  | 77’ |
| Allenatore:    |    |                      |  |     |
| Dorival Júnior |    |                      |  |     |

| Independiente:  |    |                       |     |     |
|                 |    |                       |     |     |
| P               | 1  | Hilario Navarro       |     |     |
| D               | 6  | Eduardo Tuzzio        | 35’ |     |
| D               | 2  | Julián Velázquez      |     |     |
| D               | 18 | Gabriel Milito        |     |     |
| D               | 3  | Maximiliano Velázquez | 22’ |     |
| C               | 8  | Hernán Fredes         | 86’ | 85’ |
| C               | 7  | Cristian Pellerano    |     |     |
| C               | 22 | Iván Pérez            |     | 46’ |
| C               | 11 | Osmar Ferreyra        | 77’ | 85’ |
| A               | 19 | Marco Pérez           |     |     |
| A               | 17 | Facundo Parra         |     |     |
| Panchina:       |    |                       |     |     |
| P               | 21 | Fabián Assmann        |     |     |
| D               | 13 | José Vélez            |     | 46’ |
| D               | 23 | Adrián Argachá        |     |     |
| C               | 5  | Roberto Battión       |     |     |
| C               | 16 | Nicolás Cabrera       |     |     |
| A               | 9  | Leonel Núñez          |     | 85’ |
| A               | 20 | Matías Defederico     |     | 85’ |
| Allenatore:     |    |                       |     |     |
| Antonio Mohamed |    |                       |     |     |